# Bishweshwar Prasad Koirala
Pour les articles homonymes, voir Prasad (homonymie), Koirala et Famille Koirala.
Bishweshwar Prasad Koirala – en népalais : बिश्वेश्वर प्रसाद कोइराला – est un homme d'État népalais, né le 8 septembre 1914 à Bénarès (Inde), mort le 21 juillet 1982 à Katmandou.

## Biographie
Fréquemment désigné par les seules initiales de ses prénoms (B. P.), il a exercé les fonctions de Premier ministre du Népal du 27 mai 1959 au 15 décembre 1960.
Deuxième des cinq fils de Krishna Prasad Koirala et Divya Koirala, il est le frère de :
- Matrika Prasad Koirala (1912-97), Premier ministre du 16 novembre 1951 au 14 août 1952, puis du 15 juin 1953 au 14 avril 1955,
- Girija Prasad Koirala (1925-), Premier ministre à quatre reprises :
  - du 26 mai 1991 au 30 novembre 1994 ;
  - du 15 avril 1998 au 31 mai 1999 ;
  - du 22 mars 2000 au 26 juillet 2001 ;
  - depuis le 28 avril 2006.

Il est également le grand-père de Manisha Koirala (née en 1970), actrice, réalisatrice et productrice de Bollywood, ancienne ambassadrice itinérante du Fonds des Nations unies pour la population.